# 湖の秘宝の謎
湖の秘宝の謎（みずうみのひほうのなぞ、原題：Race for the Yankee Zephyr/Treasure of the Yankee Zephyr）とは、1981年のオーストラリア、ニュージーランド、アメリカ合衆国による合作アクション・冒険映画。監督はデヴィッド・ヘミングス。日本では劇場公開・ソフト発売はされずテレビ放送が行われた。

## あらすじ
第二次世界大戦中、軍資金にあてがわれる5000万ドル相当の金の延べ棒を積んで離陸したヤンキー・ゼファー号はエンジン機器の故障によりその消息を絶った。そして長い年月が経ち、ハンターのギビーという男がヤンキー・ゼファー号の残骸を発見する。彼は娘のサリー、同じくハンターのバーニーと飛行機の残骸の引き揚げをしようとするが、テオ率いるギャングの一味に狙われる事になる。

## キャスト
※括弧内は日本語吹替（初回放送1989年1月10日 日本テレビ『水野晴郎の特選シネマ』）
- バーニー・ウィテカー：ケン・ウォール（大塚芳忠）
- サリー・カーソン：レスリー・アン・ウォーレン（土井美加）
- テオ・ブラウン：ジョージ・ペパード（羽佐間道夫）
- ギルバート・ギブソン（ギビー）：ドナルド・プレザンス（藤本譲）
- コレクター：グラント・ティリー（秋元羊介）
- バーカー：ブルーノ・ローレンス（仁内達之）
- ハリー：ハリー・ラザフォード＝ジョーンズ（上田敏也）

## 製作
この映画は。エヴェレット・デ・ロッシュがマウント・アイザに住む隣人からアイデアを得たオリジナルのストーリーである。戦時中、太平洋艦隊の給料を積んだアメリカのDC3軍用機が行方不明になり、後にヨーク岬沖で発見されたという実話をもとにしている。当初の監督はリチャード・フランクリンであり、アントニー・I・ギネインが製作を担当した。
脚本は当初オーストラリアのクイーンズランド州を舞台にしていたが、プロデューサーが4人の海外俳優を起用しようとしたところ、俳優組合が反対した。そのためデ・ロッシュはニュージーランドを舞台にした映画に書き直したが、リチャード・フランクリンは撮影地の変更を嫌って降板し、プロデューサーとしてこの作品に参加していたデヴィッド・ヘミングスが監督となった。